# Dichromasie
Als Dichromasie oder Dichromatopsie wird eine partielle Farbenblindheit bezeichnet, bei der nur zwei Arten von Zapfen in der Retina des Auges aktiv sind. Daher können Patienten mit Dichromatopsie bestimmte Farbunterscheidungen nicht vornehmen (Additive Farbsynthese). Ein verbreiteter Irrtum ist, dass Farbenblinde bestimmte Farben nicht wahrnehmen; sie können nur bestimmte Unterscheidungen nicht treffen. Je nachdem, welche der drei Zapfentypen beeinträchtigt sind (L, M, K), unterscheidet man Protanopie/Protanomalie (Rot-Grün-Blindheit/-Schwäche erster Art), Deuteranopsie/Deuteranomalie (Rot-Grün-Blindheit/-Schwäche zweiter Art), und Tritanopie/Tritanomalie (Blaublindheit/-Schwäche).
Dichromasie kann man nicht behandeln. Diese Arten der Farbenblindheit sind angeboren (vererbt).

## Diagnostik
Für die Bestimmung der Dichromasie werden Farbsinnprüfungen durchgeführt. Bei Auffälligkeiten ist eine molekulardiagnostische Untersuchung indiziert.